# 栃木県道184号安塚雀宮線

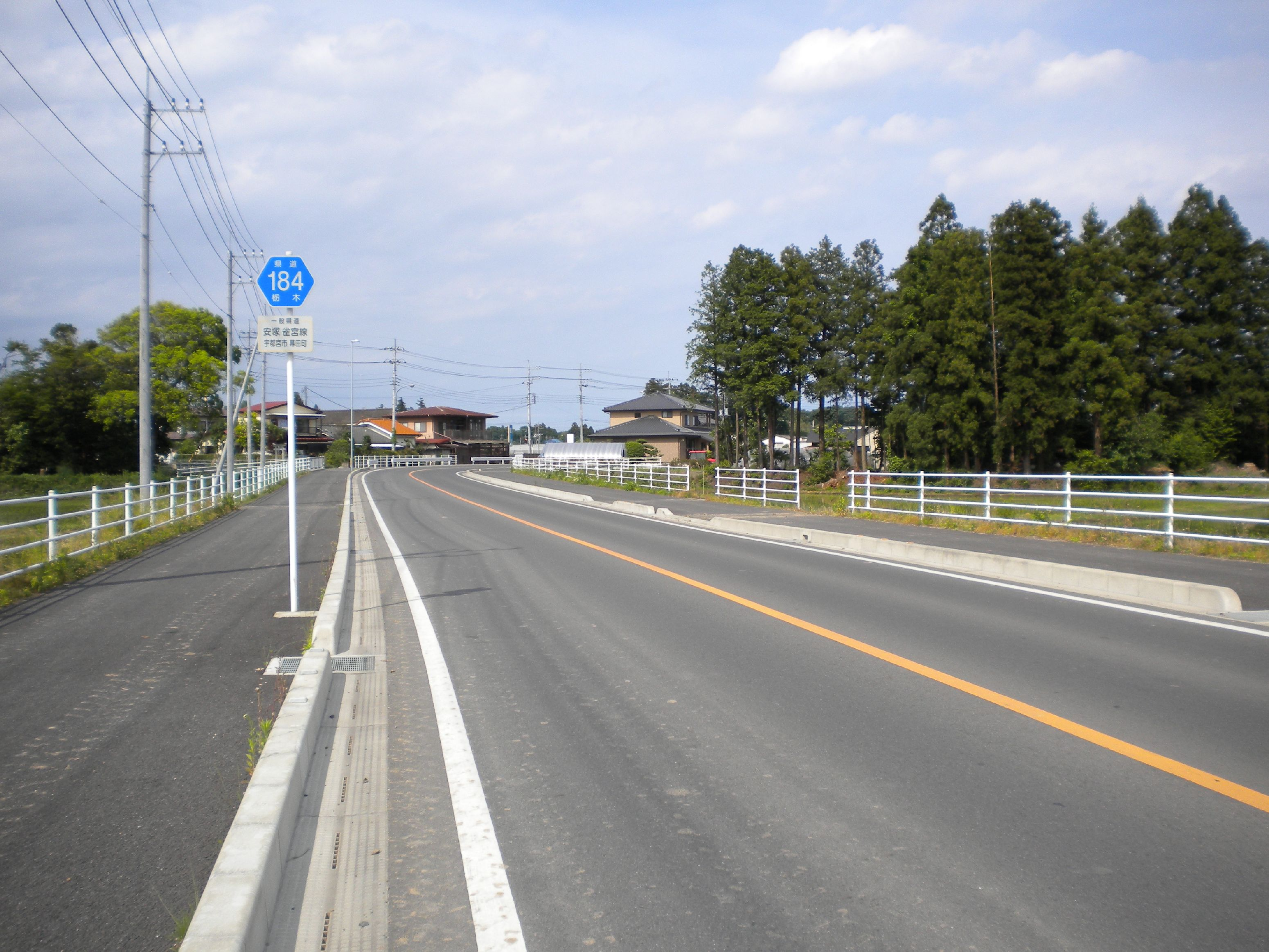
宇都宮市幕田町付近

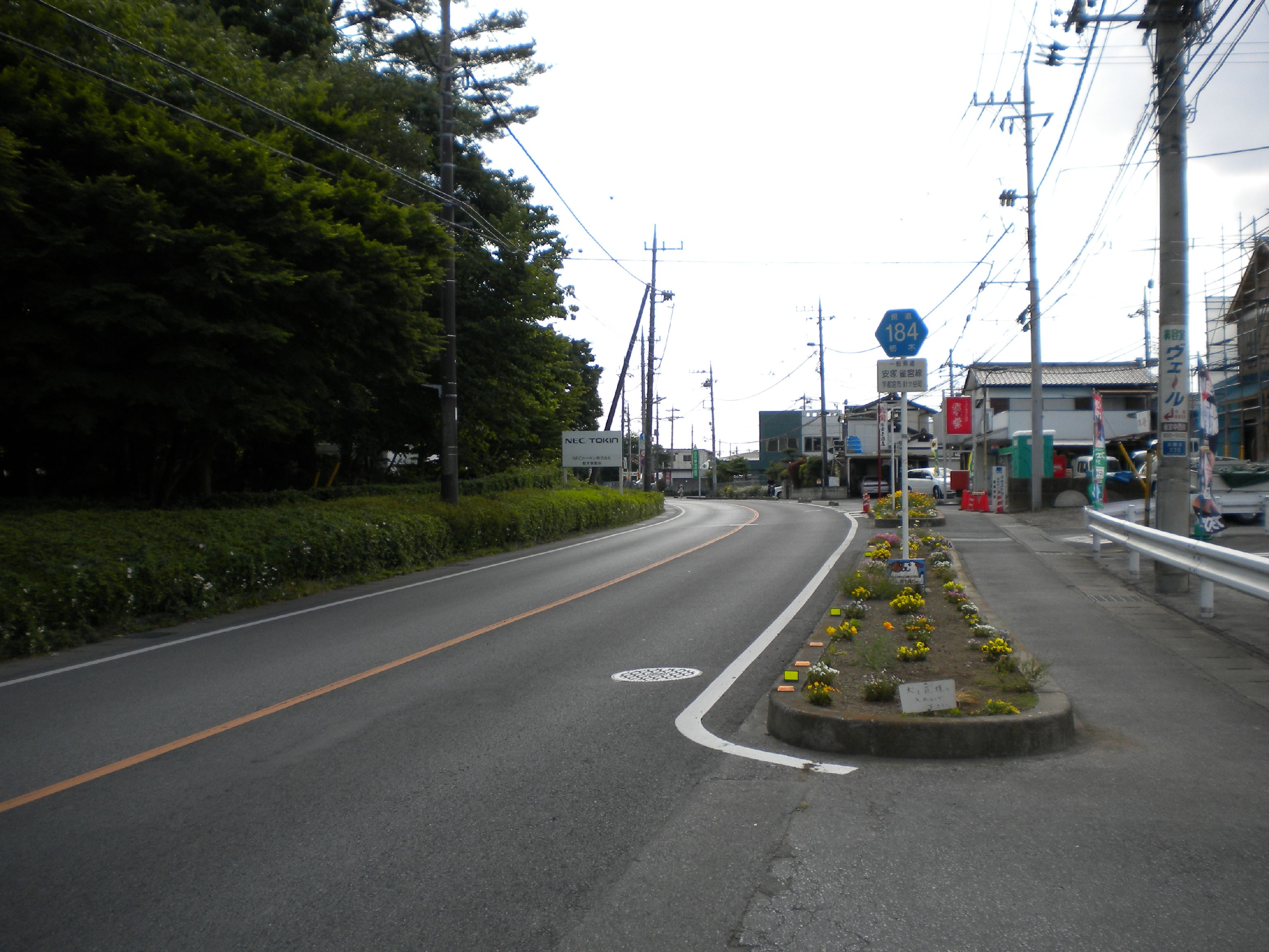
宇都宮市針ヶ谷町付近

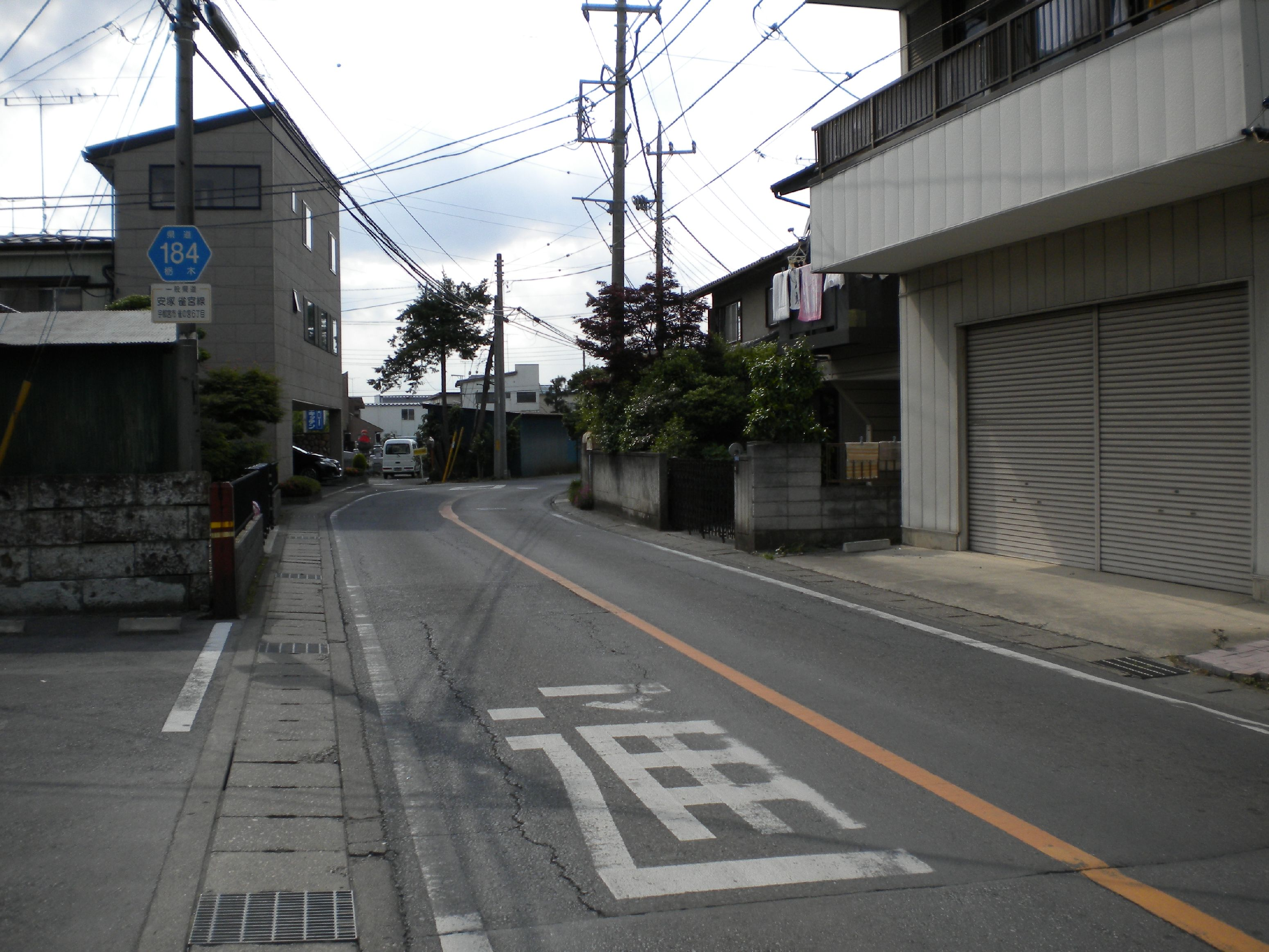
宇都宮市雀の宮6丁目付近

栃木県道184号安塚雀宮線（とちぎけんどう184ごう やすづかすずめのみやせん）は、栃木県下都賀郡壬生町から宇都宮市に至る一般県道である。

## 概要
下都賀郡壬生町の南犬飼地区（旧南犬飼村）と、宇都宮市の雀宮地区（旧雀宮町）を東西に結ぶ道路。路線の中央部である宇都宮市針ヶ谷・五代付近は普通の片側2車線道路だが、安塚・雀宮の両末端区間はかなり細い道路となっている。特に、雀宮側の国道4号と交わる付近は交通量が多い割に十分なスペースがなく、右折車待ちなどで渋滞の原因になりがちである。

### 路線データ
- 総延長：3.734km[1]
- 実延長：3.734km[1]
- 起点：栃木県下都賀郡壬生町大字安塚（安塚交差点＝栃木県道65号鹿沼下野線交点）
- 終点：栃木県宇都宮市雀の宮4丁目（安塚街道入口交差点＝国道4号交点）
- 認定：1961年（昭和36年）4月1日

## 沿線施設
- 東武宇都宮線 安塚駅
- 宇都宮市立新田小学校
- 堀川産業宇都宮工場・エネクル宇都宮営業所
- ヨークベニマル針ヶ谷店（ヨークタウン宇都宮針ヶ谷）
- カワチ薬品針ヶ谷店
- 宇都宮市立五代小学校
- オータニ五代店
- かましん雀宮店
- 正光寺
- 宇都宮市立雀宮中央小学校
- JR東北本線 雀宮駅

## 歴史
- 1961年（昭和36年）4月1日 - 一般県道として認定。

## 別名
- 安塚街道